# Гроуз, Майк
Майкл «Майк» Гроуз (англ. Michael «Mike» Grose; 16 марта 1941, Лондон, Великобритания — 7 марта 2019, Лондон) — английский бизнесмен, известен в большей степени как первый бас-гитарист британской рок-группы Queen. Также играл в «No Joke» с Тимом Стаффелом, после чего завязал с музыкой и открыл свою транспортную компанию.

## Биография
Майк Гроуз родился в Лондоне, 16 марта 1941 года.
Впервые взял бас-гитару лишь в 27 лет, когда его взяли в «The Individuals» в 1968 году.
В 1970 году Фаррух Балсара пригласил его в Queen.

## Queen
Майк Гроуз недолго был бас-гитаристом Queen. Он пришел в коллектив в апреле 1970 года, в августе того же года ушел, поиграв всего лишь четыре месяца. Однако, некоторые идеи Гроуза попадут на дебютный альбом Queen.

## После ухода из Queen
После этого Гроуз играл в других коллективах, но такой же всемирной славы, как Queen, добиться не смог.
Через несколько месяцев он вернулся в Корнуолл, некоторое время играл в группе под названием No Joke с Тимом Стаффелом,
прежде чем уйти из музыкального бизнеса в 1972 году.
О его дальнейшей судьбе известно лишь, что музыкальная карьера Майка Гроуза не сложилась, поэтому он стал бизнесменом, основав собственную транспортную компанию.

## Личная жизнь
По некоторым данным, до того, как его взяли в The Individuals, он учился на инженера, после чего получил высшее образование. Также у него, предположительно, есть двое сыновей.

## Смерть
Позднее стало известно, что Майк Гроуз умер 7 марта 2019 года, не дожив буквально недели до своего 78-летия.
Об этом сообщил барабанщик Роджер Тейлор.

Роджер Тейлор:

«Так грустно слышать о моем старом друге Майке Гроузе, которого я впервые услышал в группе под названием The Individuals, когда мы были в школе. Он всегда звучал круто. Покойся с миром…»Оригинальный текст (англ.)«It's so sad to hear about my old friend Mike Grose, whom I first heard in a band called The Individuals when we were in school. He always sounded cool. rest in peace...»

Гитарист Брайан Мэй объявил о смерти своего бывшего товарища по группе в Instagram с подписью, гласящей:
Брайан Мэй:

«Да, для нас не лучшее время. Майк Гроуз был первым басистом Queen. Примерно в 1970 году Роджер [Тейлор] пригласил его приехать в Лондон из Корнуолла, чтобы порепетировать с нами, сочиняя эти первые песни. Он был влиятельной фигурой с мощным оборудованием! Его звук был потрясающий и монолитный! В конце концов, связь не сложилась, но мы должны поблагодарить Майка за то, что он помог нам сделать эти первые шаги. Покойся с миром, Майк. Брайан.»Оригинальный текст (англ.)« ”Yes, this is not the best time for us, Mike Grose was Queen's first bassist. Around 1970, Roger [Taylor] invited him to come to London from Cornwall to rehearse with us writing these first songs. He was a powerful figure with powerful equipment! Its sound was amazing. and monolithic! In the end, the connection didn't work out, but we have to thank Mike for helping us take these first steps. Rest in peace, Mike. Brian.»

В Facebook Мэй сообщил, что Гроуз отыграл три концерта с Queen примерно с 27 июня по 25 июля.

## Дискография

### с Queen
- 19** — Best of Queen[3]
- 19** — Queen Ballads[4]

## Прочие ссылки
- Mike Grose в Discogs
- rocknheavy.net
- metal-archives.com